# Gran Premio di Gran Bretagna 1960
Il Gran Premio di Gran Bretagna 1960 si è svolto domenica 16 luglio 1960 sul circuito di Silverstone. La gara è stata vinta da Jack Brabham seguito dai due piloti della Lotus John Surtees e Innes Ireland.

## Qualifiche
| Pos | N° | Pilota              | Auto               | Squadra                   | Tempo  | Distacco |
| --- | -- | ------------------- | ------------------ | ------------------------- | ------ | -------- |
| 1   | 1  | Jack Brabham        | Cooper-Climax      | Cooper Car Company        | 1:34.6 | -        |
| 2   | 4  | Graham Hill         | BRM                | Owen Racing Organisation  | 1:35.8 | +1.2     |
| 3   | 2  | Bruce McLaren       | Cooper-Climax      | Cooper Car Company        | 1:36.0 | +1.4     |
| 4   | 6  | Jo Bonnier          | BRM                | Owen Racing Organisation  | 1:36.2 | +1.6     |
| 5   | 7  | Innes Ireland       | Lotus-Climax       | Team Lotus                | 1:36.3 | +1.7     |
| 6   | 5  | Dan Gurney          | BRM                | Owen Racing Organisation  | 1:36.6 | +2.0     |
| 7   | 11 | Wolfgang von Trips  | Ferrari            | Scuderia Ferrari          | 1:37.0 | +2.4     |
| 8   | 8  | Jim Clark           | Lotus-Climax       | Team Lotus                | 1:37.1 | +2.5     |
| 9   | 12 | Tony Brooks         | Cooper-Climax      | Yeoman Credit Racing Team | 1:37.6 | +3.0     |
| 10  | 10 | Phil Hill           | Ferrari            | Scuderia Ferrari          | 1:37.8 | +3.2     |
| 11  | 9  | John Surtees        | Lotus-Climax       | Team Lotus                | 1:38.6 | +4.0     |
| 12  | 14 | Olivier Gendebien   | Cooper-Climax      | Yeoman Credit Racing Team | 1:39.2 | +4.6     |
| 13  | 18 | Roy Salvadori       | Aston Martin       | David Brown Corporation   | 1:39.4 | +4.8     |
| 14  | 16 | Masten Gregory      | Cooper-Maserati    | Scuderia Centro Sud       | 1:39.8 | +5.2     |
| 15  | 23 | Jack Fairman        | Cooper-Climax      | CT Atkins                 | 1:39.9 | +5.3     |
| 16  | 15 | Henry Taylor        | Cooper-Climax      | Yeoman Credit Racing Team | 1:40.0 | +5.4     |
| 17  | 24 | Lucien Bianchi      | Cooper-Climax      | Fred Tuck Cars            | 1:40.2 | +5.6     |
| 18  | 25 | Brian Naylor        | JBW-Maserati       | JB Naylor                 | 1:41.2 | +6.6     |
| 19  | 3  | Chuck Daigh         | Cooper-Climax      | Cooper Car Company        | 1:42.4 | +7.8     |
| 20  | 17 | Ian Burgess         | Cooper-Maserati    | Scuderia Centro Sud       | 1:42.6 | +8.0     |
| 21  | 19 | Maurice Trintignant | Aston Martin       | David Brown Corporation   | 1:43.8 | +9.2     |
| 22  | 22 | Keith Greene        | Cooper-Maserati    | Gilby Engineering         | 1:45.8 | +11.2    |
| 23  | 3  | Lance Reventlow     | Cooper-Climax      | RRC Walker Racing Team    | 1:46.4 | +11.8    |
| 24  | 26 | David Piper         | Lotus-Climax       | Robert Bodle Ltd          | 2:05.6 | +31.0    |
| 25  | 21 | Gino Munaron        | Cooper-Castellotti | Scuderia Castellotti      | -      | -        |

## Gara
I risultati del GP sono stati i seguenti:
| Pos | N° | Pilota              | Costruttore/Motore | Giri | Tempo/Ritiro          | Griglia | Punti |
| --- | -- | ------------------- | ------------------ | ---- | --------------------- | ------- | ----- |
| 1   | 1  | Jack Brabham        | Cooper-Climax      | 77   | 2:04:24.3             | 1       | 8     |
| 2   | 9  | John Surtees        | Lotus-Climax       | 77   | +49.6                 | 11      | 6     |
| 3   | 7  | Innes Ireland       | Lotus-Climax       | 77   | +1:29.6               | 5       | 4     |
| 4   | 2  | Bruce McLaren       | Cooper-Climax      | 76   | +1 giro               | 3       | 3     |
| 5   | 12 | Tony Brooks         | Cooper-Climax      | 76   | +1 giro               | 9       | 2     |
| 6   | 11 | Wolfgang von Trips  | Ferrari            | 75   | +2 giri               | 7       | 1     |
| 7   | 10 | Phil Hill           | Ferrari            | 75   | +2 giri               | 10      |       |
| 8   | 15 | Henry Taylor        | Cooper-Climax      | 74   | +3 giri               | 16      |       |
| 9   | 14 | Olivier Gendebien   | Cooper-Climax      | 74   | +3 giri               | 12      |       |
| 10  | 5  | Dan Gurney          | BRM                | 74   | +3 giri               | 6       |       |
| 11  | 19 | Maurice Trintignant | Aston Martin       | 72   | +5 giri               | 21      |       |
| 12  | 26 | David Piper         | Lotus-Climax       | 72   | +5 giri               | 24      |       |
| 13  | 25 | Brian Naylor        | JBW-Maserati       | 72   | +5 giri               | 18      |       |
| 14  | 16 | Masten Gregory      | Cooper-Maserati    | 71   | +6 giri               | 14      |       |
| 15  | 21 | Gino Munaron        | Cooper-Castellotti | 70   | +7 giri               | 25      |       |
| 16  | 8  | Jim Clark           | Lotus-Climax       | 70   | +7 giri               | 8       |       |
| Rit | 4  | Graham Hill         | BRM                | 71   | Testa coda            | 2       |       |
| Rit | 24 | Lucien Bianchi      | Cooper-Climax      | 62   | Elettrico             | 17      |       |
| Rit | 6  | Jo Bonnier          | BRM                | 59   | Sospensione           | 4       |       |
| Rit | 3  | Chuck Daigh         | Cooper-Climax      | 58   | Surriscaldamento      | 19      |       |
| Rit | 17 | Ian Burgess         | Cooper-Maserati    | 58   | Motore                | 20      |       |
| Rit | 18 | Roy Salvadori       | Aston Martin       | 46   | Sterzo                | 13      |       |
| Rit | 23 | Jack Fairman        | Cooper-Climax      | 46   | Pompa della benzina   | 15      |       |
| Rit | 22 | Keith Greene        | Cooper-Maserati    | 12   | Surriscaldamento      | 22      |       |
| DNS | 3  | Lance Reventlow     | Cooper-Climax      | 0    | Auto guidata da Daigh | 23      |       |

## Statistiche

### Piloti
- 6ª vittoria per Jack Brabham
- 1° podio per John Surtees
- 1º giro più veloce per Graham Hill
- Ultimo Gran Premio per David Piper

### Costruttori
- 2º titolo Mondiale per la Cooper
- 12ª vittoria per la Cooper
- 30° podio per la Cooper

### Motori
- 13ª vittoria per il motore Climax
- Ultimo Gran Premio per il motore Aston Martin

### Giri al comando
- Jack Brabham (1-54, 72-77)
- Graham Hill (55-71)

## Classifiche Mondiali

### Piloti
| Pos | Pilota             | Punti |
| --- | ------------------ | ----- |
| 1   | Jack Brabham       | 32    |
| 2   | Bruce McLaren      | 27    |
| 3   | Stirling Moss      | 11    |
|     | Innes Ireland      | 11    |
| 5   | Olivier Gendebien  | 10    |
| 6   | Jim Rathmann       | 8     |
| 7   | Phil Hill          | 7     |
| 8   | Rodger Ward        | 6     |
|     | John Surtees       | 6     |
|     | Cliff Allison      | 6     |
| 11  | Wolfgang von Trips | 5     |
|     | Tony Brooks        | 5     |
| 13  | Paul Goldsmith     | 4     |
|     | Jim Clark          | 4     |
|     | Graham Hill        | 4     |
| 16  | Carlos Menditeguy  | 3     |
|     | Henry Taylor       | 3     |
|     | Don Branson        | 3     |
| 19  | Johnny Thomson     | 2     |
|     | Jo Bonnier         | 2     |
|     | Richie Ginther     | 2     |
| 22  | Eddie Johnson      | 1     |
|     | Ron Flockhart      | 1     |
|     | Lucien Bianchi     | 1     |

### Costruttori
| Pos | Team            | Punti |
| --- | --------------- | ----- |
| 1   | Cooper-Climax   | 46    |
| 2   | Lotus-Climax    | 25    |
| 3   | Ferrari         | 16    |
| 4   | BRM             | 6     |
| 5   | Cooper-Maserati | 3     |